# Lucas Chanavat
Lucas Chanavat, né le 17 décembre 1994 au Grand-Bornand, est un fondeur français spécialisé dans le sprint. Il se classe troisième de la Coupe du monde de sprint lors de la saison 2017-2018, puis remporte ses deux premières courses à ce niveau en 2019-2020.

## Carrière

### Chez les juniors
Membre du club du Grand-Bornand, il fait ses débuts en épreuve officielle en 2011-2012 et gagne sa première course en 2014, un sprint.
Pour sa première compétition internationale importante chez les juniors, aux championnats du monde juniors 2014 à Val di Fiemme, Lucas Chanavat réalise le meilleur temps des qualifications du sprint, puis est éliminé lors des quarts de finale, le titre revenant à son compatriote Jean Tiberghien. En septembre, il se fait opérer d'une hernie discale et d'une sciatique. En janvier 2015, lors des Universiades disputées à Strbske Pleso, il termine à la sixième place du sprint libre et termine quatrième du relais avec Alexis Jeannerod, Bertrand Hamoumraoui et Loic Guigonnet.

### 2015-2016: débuts en Coupe du monde
Lucas Chanavat fait ses débuts lors de saison 2015-2016 à Beitostølen lors de courses FIS. Il est demi-finaliste du sprint classique, puis dispute une finale à Bessans, toujours en course FIS. Il fait ses débuts en Coupe du monde en décembre 2015 à Davos, où il prend la 16e place du sprint libre. Une semaine plus tard, à Toblach, il ne parvient pas à se qualifier sur un sprint libre. En janvier, il participe à la coupe des Alpes à Planica, terminant cinquième, avant de disputer une coupe du monde sur ce même site. Il obtient la deuxième place des qualifications, derrière Federico Pellegrino, puis termine sixième de son quart de finale. Lors de la finale, Baptiste Gros, Richard Jouve et Renaud Jay prennent respectivement les deuxième, troisième et quatrième places. Éliminé lors des qualifications à Drammen, il est ensuite quart de finaliste à Stockholm.
Lors des mondiaux des moins de 23 ans, à Râșnov en Roumanie, il remporte les qualifications du sprint, puis remporte son quart de finale et sa demi-finale. En finale, il s'impose devant le Suédois Karl-Johan Dyvik et un autre Français Jean Tiberghien, Richard Jouve terminant également cinquième,.

### 2016-2017
En 2016-2017, lors de sa première épreuve de la coupe du monde, à Ruka, il est éliminé dès les qualifications. Lors de sa deuxième course, en décembre à Davos, il réalise le meilleur temps des qualifications, puis se qualifie pour la finale où il termine sixième. Il dispute la première étape du tour de ski, un sprint libre au Val Mustair, où il termine cinquième, après avoir terminé les qualifications à la troisième place puis s'être qualifié au temps pour la finale. Il abandonne le tour de ski, remportant une course de la coupe des Alpes à Planica, puis retrouve les épreuves de coupe du monde à Toblach où il termine deuxième de la qualification du sprint libre. Il est éliminé en demi-finale, terminant ainsi neuvième. Il est également demi-finaliste à Falun. Lors de l'étape de Pyeongchang, il échoue en demi-finale lors du sprint classique. Il est ensuite associé à Baptiste Gros pour le sprint par équipes. La paire française termine deuxième, derrière une paire russe composée de Parfenov - Retivykh. À Otepää, il réalise le troisième temps de la qualification du sprint libre, qu'il termine finalement à la 26e place. 

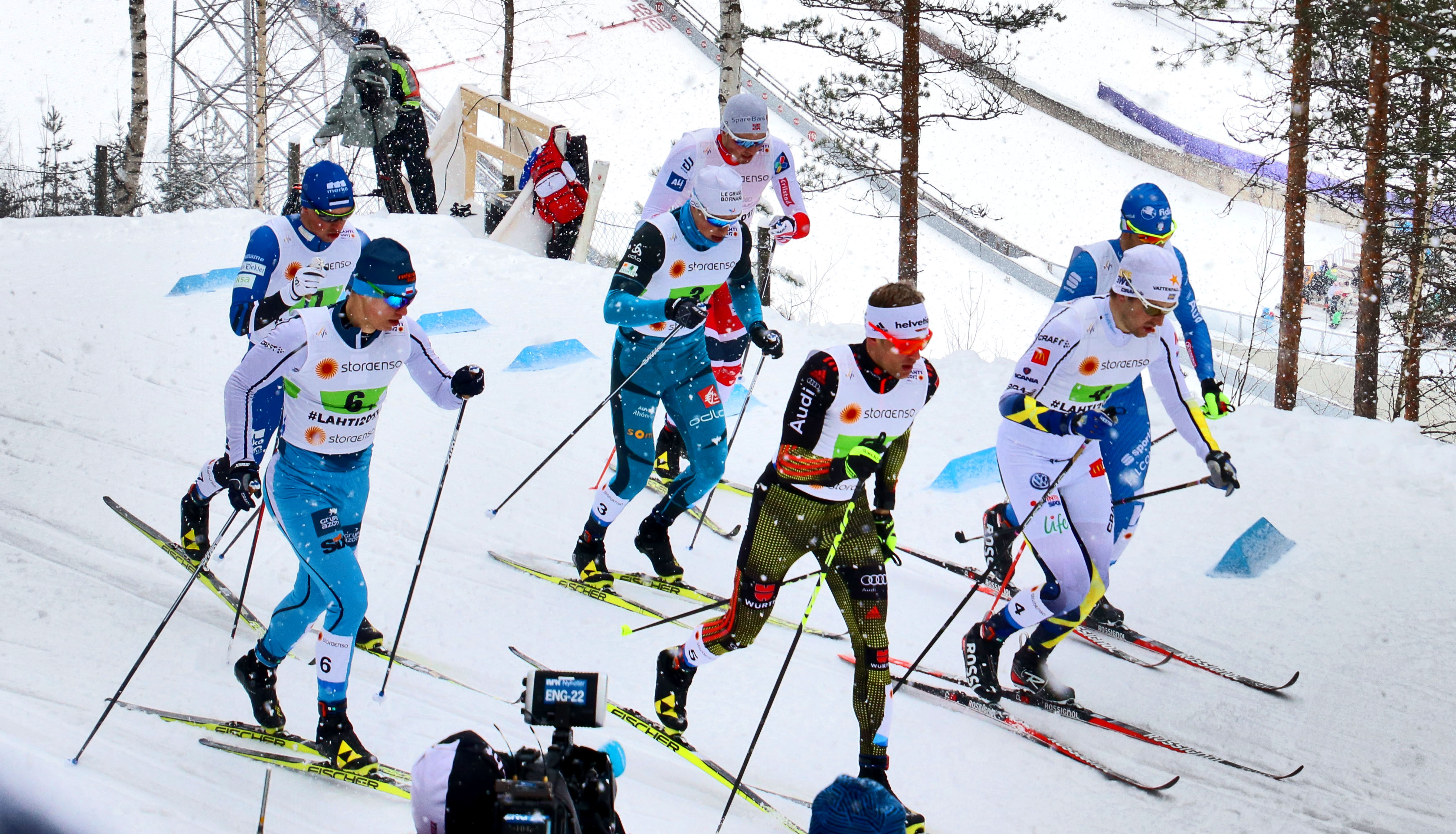
Lucas Chanavat, dossard no 3, lors des mondiaux 2017.

Pour les mondiaux de Lahti, il termine avec le septième temps des qualifications du sprint libre. Il est ensuite éliminé dès les quarts de finale, comme les autres français. La paire française qu'il forme avec Richard Jouve est éliminée en demi-finale du sprint par équipes. 
Après les mondiaux, il est éliminé en quart de finale du sprint de Drammen. Lors des Finales, disputées à Québec, il termine avec le troisième temps des qualifications, derrière Johannes Høsflot Klæbo et Finn Hågen Krogh. Dans une demi-finale où sont éliminés Pellegrino et Klæbo, il se qualifie pour la finale où il termine à la sixième place, son compatriote Richard Jouve termine troisième. Il termine finalement 51e du classement général des Finales. I termine la saison au troisième rang du classemnent général pour les moins de 23 ans, derrière Johannes Høsflot Klæbo et le Suédois Jens Burman, terminant également au huitième rang du classement général des sprints.

### 2017-2018: troisième de la Coupe du monde de sprint
En septembre 2017, il rejoint l'équipe de France militaire. Il termine troisième de la course FIS disputée à Saariselka en Finlande, course remportée par Maurice Manificat devant Richard Jouve. La semaine suivante, lors de la première épreuve de la coupe du monde du Ruka Triple, il se classe 22e du sprint classique. Il dispute également le quinze kilomètres classique où il se classe 61e avant d'abandonner dans ce mini-tour. À Lillehammer, sur un nouveau sprint classique, il se classe 18e. Une semaine plus tard, à Davos, il termine 17e du sprint disputé en style libre après avoir réalisé le deuxième temps des qualifications. Il dispute le début du tour de ski, dont la première course est un sprint libre à Lenzerheide. Il termine troisième, derrière Sergueï Oustiougov et Federico Pellegrino. Il quitte le tour après ce sprint. Pendant la fin de celui-ci, il court une course de la coupe des Alpes à Campra où il termine deuxième. Il termine ensuite troisième du sprint de Dresde, remporté par Federico Pellegrino devant Johannes Høsflot Klæbo. Lors de l'étape suivante, à Planica, il termine quatorzième d'un sprint classique. Lors du dernier sprint avant les Jeux olympiques, à Seefeld in Tirol, il termine à la deuxième place, derrière Johannes Høsflot Klæbo. Cet hiver, il prend la troisième position du classement du sprint en Coupe du monde.

### 2018-
Lors de la saison 2018-2019, il ajoute deux podiums à son palmarès, avec une troisième place au sprint libre de Toblach au Tour de ski et au sprint de Cogne, juste avant les mondiaux à Seefeld, où il est sixième du sprint individuel et cinquième du sprint par équipes.

## Palmarès

### Jeux olympiques
| Épreuve / Édition   | Sprint                           | Sprint                           | 15 km                            | 15 km                            | Skiathlon 2 × 15 km | 50 km | Relais | Relais    |
| Épreuve / Édition   | libre                            | classique                        | libre                            | classique                        | Skiathlon 2 × 15 km | 50 km | Sprint | 4 × 10 km |
| JO 2018 Pyeongchang | Épreuve inexistante à cette date | 34e                              | Épreuve inexistante à cette date | —                                | —                   | —     | —      | —         |
| JO 2022 Pekin       | 9e                               | Épreuve inexistante à cette date | —                                | Épreuve inexistante à cette date | —                   | —     | —      | —         |

Légende :
- : pas d'épreuve
- — : Non disputée par Lucas Chanavat

### Championnats du monde
| Épreuve / Édition        | Sprint                           | Sprint                           | 15 km                            | 15 km                            | Skiathlon 2 × 15 km | 50 km | Relais | Relais    |
| Épreuve / Édition        | libre                            | classique                        | libre                            | classique                        | Skiathlon 2 × 15 km | 50 km | Sprint | 4 × 10 km |
| Mondiaux 2017 Lahti      | 14e                              | Épreuve inexistante à cette date | Épreuve inexistante à cette date | —                                | —                   | —     | 11e    | —         |
| Mondiaux 2019 Seefeld    | 6e                               | Épreuve inexistante à cette date | Épreuve inexistante à cette date | —                                | —                   | —     | 5e     | —         |
| Mondiaux 2021 Oberstdorf | Épreuve inexistante à cette date | 17e                              | —                                | Épreuve inexistante à cette date | —                   | —     | 4e     | —         |

Légende :
- : première place, médaille d'or
- : deuxième place, médaille d'argent
- : troisième place, médaille de bronze
- : pas d'épreuve
- — : n'a pas participé à l'épreuve

### Coupe du monde
- Meilleur classement général : 22e en 2019.
- Meilleur classement en sprint : 3e en 2018.
- 17 podiums individuels : 2 victoires, 8 deuxièmes places et 7 troisièmes places.
- 3 podiums par équipes : 1 victoire, 1 deuxième place et 1 troisième place.

#### Victoires individuelles
| Épreuve / Édition | Sprint         | Sprint    |
| Épreuve / Édition | libre          | classique |
| 2019-2020         | Planica Dresde |           |

#### Courses par étapes
- 7 podiums dont 2 victoires :
  - Tour de ski : 5 podiums d'étape dont 2 victoires.
  - Finales : 2 podiums d'étape.

##### Liste des victoires d'étape
| Date             | Lieu    | Pays   | Compétition | Discipline |
| ---------------- | ------- | ------ | ----------- | ---------- |
| 30 décembre 2023 | Toblach | Italie | Tour de Ski | SP TL      |
| 3 janvier 2024   | Davos   | Suisse | Tour de Ski | SP TL      |

Légende :

TC = classique

TL = libre

SP = sprint

MS = départ en masse

H = départ avec handicap

#### Classements en Coupe du monde
| Saison / Épreuve | Général | Général | Distance | Distance | Sprint | Sprint |
| ---------------- | ------- | ------- | -------- | -------- | ------ | ------ |
| Saison / Épreuve | Place   | Points  | Place    | Points   | Place  | Points |
| 2015-2016        | 92e     | 35      |          |          | 52e    | 35     |
| 2016-2017        | 27e     | 216     |          |          | 8e     | 216    |
| 2017-2018        | 24e     | 323     |          |          | 3e     | 323    |
| 2018-2019        | 22e     | 352     |          |          | 6e     | 352    |
| 2019-2020        | 22e     | 373     |          |          | 5e     | 373    |
| 2020-2021        | 28e     | 219     |          |          | 5e     | 219    |

### Championnats du monde des moins de 23 ans
- Médaille d'or en sprint libre en 2016.

### Coupe OPA
- 2 podiums, dont 1 victoire.